# Patscherkofel
Patscherkofel és una muntanya de 2.246 msnm dels Alps del Tux, al Tirol (Àustria). Situat a l'entrada nord-est de la Wipptal, en el municipi de Patsch, el Patscherkofel es distingeix pel seu cim rodó i sense arbres, 7 km al sud d'Innsbruck. Al cim hi ha l'antena de Patscherkofel.

## Jocs Olímpics d'Hivern
A la muntanya hi ha també una famosa estació d'esquí, seu durant els Jocs Olímpics d'Hivern de 1964 i 1976 de les curses de descens masculines, i també de les competicions de bob i luge a la veïna localitat d'Igls. Les altres cinc competicions d'esquí es van celebrar a Axamer Lizum.
La llegenda de l'esquí Franz Klammer, austríac, va guanyar amb 22 anys la medalla d'or al Patscherkofel, superant dramàticament l'anterior campió olímpic Bernhard Russi (de Suïssa) per 0,33 segons en el descens de 1976. Klammer va acabar la cursa de 3,020 quilòmetres en 1:45.73, baixant els 870 m verticals a una velocitat mitjana de 102,8 km/h, i un descens vertical mitjà de 8,2 m/s.
Egon Zimmermann, també d'Àustria, es va endur la medalla d'or en el descens dels Jocs Olímpics de 1964.